# Акимов, Геннадий Александрович
Геннадий Александрович Акимов (23 ноября 1923, Тверь — 21 августа 1990, Ленинград) — советский учёный-медик, невропатолог, организатор здравоохранения и медицинской науки, доктор медицинских наук (1962), профессор (1965), генерал-майор медицинской службы. Член-корреспондент АМН СССР (1985).

## Биография
Родился 23 ноября 1923 года в Твери, в семье военнослужащего Красной армии, будущего генерал-лейтенанта Александра Ивановича Акимова.
С 1941 по 1946 годы проходил обучение в Военно-медицинской академии имени С. М. Кирова. С 1946 по 1949 годы обучался в адъюнктуре кафедры нервных болезней, ученик академика Б. С. Дойникова.
С 1949 года начал свою научно-педагогическую деятельность на кафедре нервных болезней Военно-медицинской академии имени С. М. Кирова: с 1949 по 1953 годы — начальник лаборатории, с 1953 по 1970 годы — младший преподаватель, старший научный сотрудник, преподаватель и старший преподаватель. С 1970 по 1973 годы — заместитель начальника, с 1973 по 1989 годы — начальник кафедры нервных болезней Военно-медицинской академии имени С. М. Кирова.
С 1973 по 1989 годы одновременно с педагогической работой Г. А. Акимов работал в должности главного невропатолога Министерства обороны СССР.
В 1950 году Г. А. Акимов защитил диссертацию на соискание учёной степени кандидата медицинских наук по теме «Морфологические изменения в нервной системе при общих острых нарушениях кровообращения», а в 1962 году — диссертацию на соискание учёной степени доктора медицинских наук по теме ««Изменения нервной системы при острой недостаточности кровообращения и дыхания». В 1965 году Г. А. Акимову было присвоено учёное звание профессора. В 1985 году был избран член-корреспондентом АМН СССР.
Основная научно-педагогическая деятельность Г. А. Акимова была связана с вопросами в области реабилитации при травмах и заболеваниях нервной системы, расстройств мозгового кровообращения, неврологических аспектов операций на органах грудной клетки и вопросами изучения влияния на нервную систему различных форм кислородного голодания и гипотермии. Г. А. Акимов являлся заместителем председателя Всероссийского общества невропатологов, членом Президиума Правления Всесоюзного общества невропатологов и психиатров, председателем Ленинградского общества невропатологов, автором более четырёхсот научных трудов и монографий, под его руководством было выполнено сорок кандидатских и двенадцать докторских диссертаций.
Скончался 21 августа 1990 года. Похоронен в Ленинграде на Серафимовском кладбище.

## Награды и премии
- Орден Октябрьской Революции
- Орден Красной Звезды (30.12.1956)
- Медаль «За боевые заслуги» (19.11.1951)
- Медаль «За победу над Германией в Великой Отечественной войне 1941—1945 гг.»